# Pniowiec
Pniowiec (niem. Pniowitz) – część miasta i dzielnica Tarnowskich Gór oddalona o około 8 km na północny zachód od centrum miasta, położona w kompleksie Lasów Lublinieckich. Do kwietnia 2003 o statusie sołectwa.
1 stycznia 1973 włączony do miasta Strzybnica. Od 1975 część Tarnowskich Gór. Według danych urzędu stanu cywilnego z 2017 roku zamieszkiwana przez niecałe 1300 mieszkańców.
Z tutejszego stawu znajdującego się na terenie Tłuczykąta wypływa struga Pniowiec, dopływ Stoły.

## Nazwa
Według niemieckiego językoznawcy Heinricha Adamy’ego nazwa pochodzi od polskiej nazwy „pnia”. W swoim dziele o nazwach miejscowych na Śląsku wydanym w 1888 roku we Wrocławiu wymienia on jako najstarszą zanotowaną nazwę miejscowości Pniowek podając jej znaczenie „Holzstammplatz”, czyli po polsku „Miejsce wśród pni”. Nazwa uwidoczniona jest w obecnym herbie.
W alfabetycznym spisie miejscowości na terenie Śląska wydanym w 1830 roku we Wrocławiu przez Johanna Knie wieś występuje pod polską nazwą Pniowiecz oraz niemiecką Gross Pniowitz.
W czasie II wojny światowej niemiecka nazistowska administracja III Rzeszy zmieniła nazwę na nową, całkowicie ahistoryczną – Stockwalde O.S.

## Edukacja
W Pniowcu znajduje się Zespół Szkolno-Przedszkolny nr 2 obejmujący Przedszkole oraz Szkołę Podstawową (dawniej Szkołę Podstawową nr 16), mieszczący również siedzibę rady dzielnicy Pniowiec, a do 2017 siedzibę Filii nr 14 Miejskiej Biblioteki Publicznej im. Bolesława Lubosza w Tarnowskich Górach – ul. Jagodowa 72.

## Religia
Cały obszar dzielnicy należy do rzymskokatolickiej parafii pw. Matki Boskiej Królowej Wszechświata z siedzibą przy ul. Jagodowej 51.

## Transport

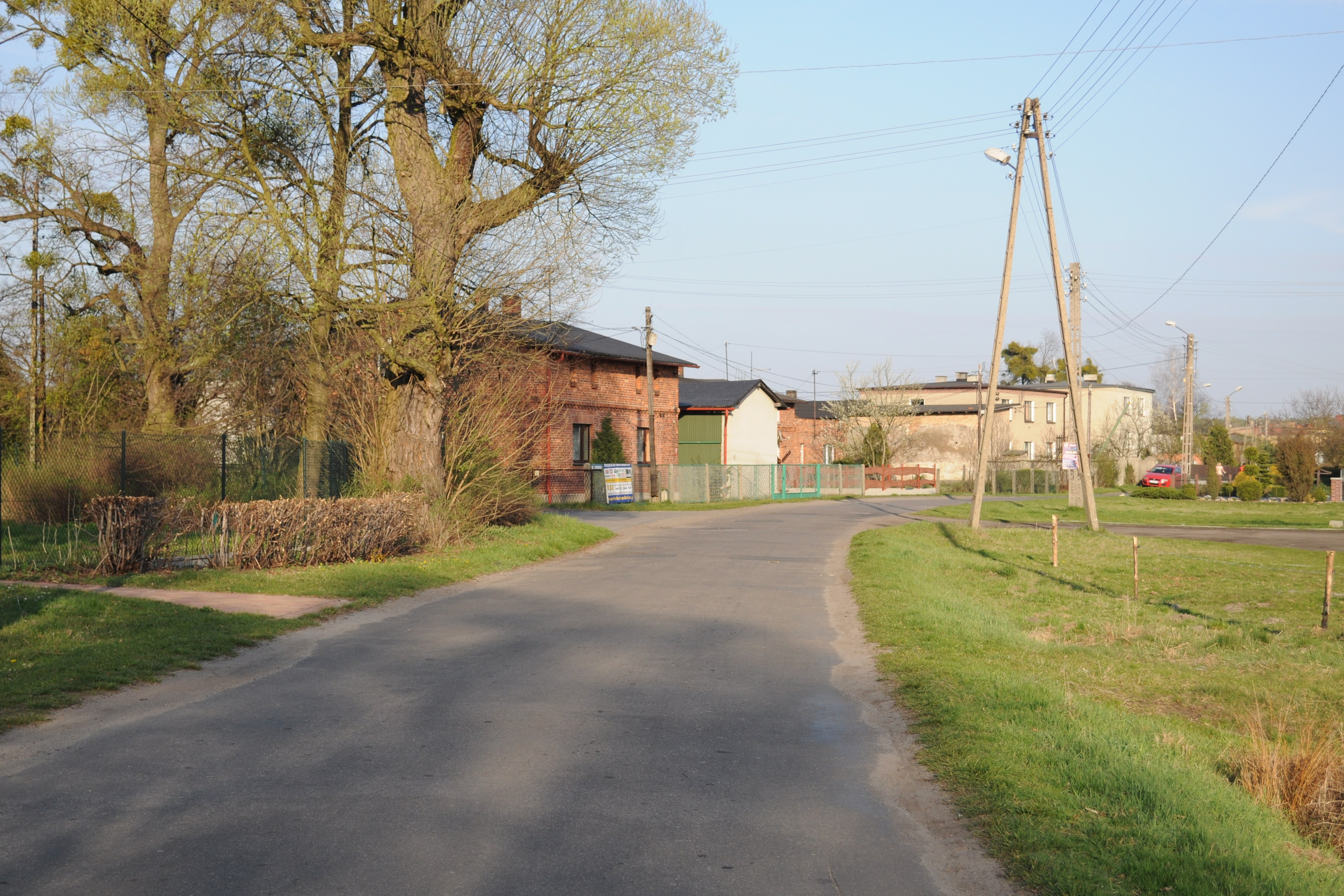
Ulica Jagodowa – główna ulica dzielnicy Pniowiec

### Transport drogowy
Główną ulicą stanowiącą oś przecinającą dzielnicę z zachodu na wschód jest ulica Jagodowa (dawniej Wiejska).

### Komunikacja miejska
Publiczny transport zbiorowy na terenie dzielnicy obejmuje przewozy autobusowe, których organizatorem od 1 stycznia 2019 jest Zarząd Transportu Metropolitalnego.
Według stanu z grudnia 2022 przez Pniowiec przejeżdżają i zatrzymują się autobusy kursujące na liniach:
- 670 (Tarnowskie Góry Dworzec – Pniowiec Pętla),
- 671 (Tarnowskie Góry Dworzec – Pniowiec Pętla),
- 736 (Pniowiec Pętla – Miedary Tarnogórska)

Na terenie dzielnicy znajdują się przystanki: Pniowiec Pętla, Pniowiec Gospoda i Pniowiec Dom Nauczyciela oraz przystanek na żądanie Pniowiec Zalew.

## Herb
Według statutu dzielnicy Pniowiec do 2015 roku herbem dzielnicy był:

(...) pień ściętego drzewa w kolorze złotym z wbitą weń srebrną siekierą ze złotym drzewcem na niebieskim polu.